# Anciennes tombes de la rivière Donggou
Les anciennes tombes de la rivière Donggou (chinois : 洞溝古墓群) sont éparpillées autour de la ville de Ji'an dans la province de Jilin en République populaire de Chine. Elles forment un groupe de 11 300 tombes du royaume coréen de Koguryo (-37 à 668). Elles sont incluses depuis 1961 dans la liste des monuments historiques de Chine (1-168) ; certaines de ces tombes sont aussi inscrites au patrimoine mondial de l'UNESCO sous la dénomination « Capitales et tombes de l'ancien royaume de Koguryo ».
Les tombes sont de deux types : celles en pierre et celles en terre. Elle diffèrent également fortement par leur taille. Les tombes en pierre sont les plus vieilles, en particulier celles qui sont faites de détritus et de graviers (jishi, pierres empilées). Les plus récentes sont entourées de barres en pierre. Les plus grandes sont le mausolée du roi Tai, la tombe du général et la tombe Qiangju.

## Le mausolée de Kwanggaeto

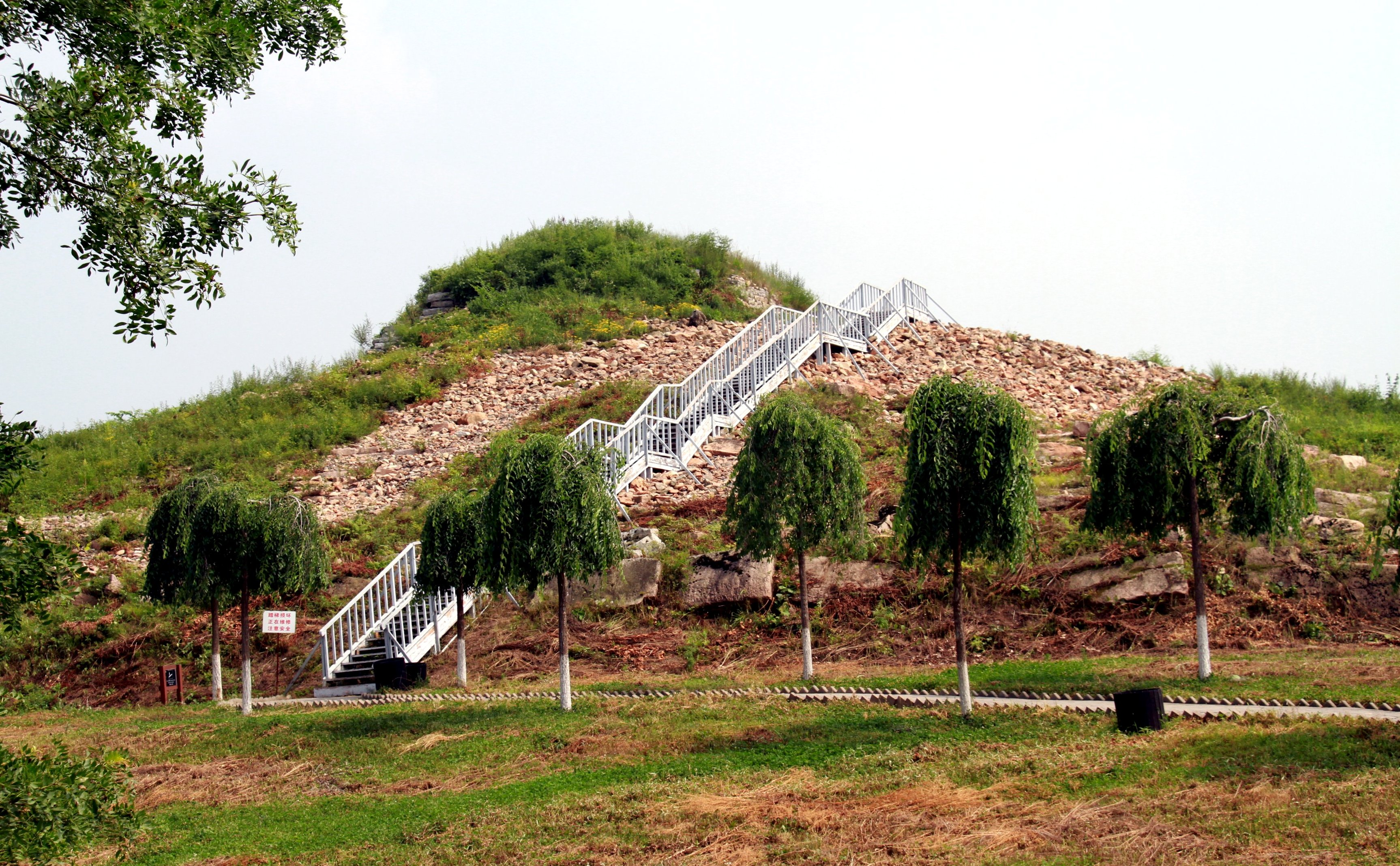
La tombe de Kwanggaeto

(= mausolée du roi Tai, r. 391-413). C'est la plus grande de toutes les tombes. Il est de forme carré, long de 66 mètres pour une hauteur de 14,8 mètres. Des tuiles gravées de pétales de lotus et des briques portant l'inscription « Souhaitez au mausolée du roi Tai de rester dresser comme une haute montagne » ont été retrouvées à son sommet ce qui laisse penser qu'un bâtiment y avait été construit. Son fils,  le roi Changsu, a laissé garder son lieu de sépulture par 330 hommes venus de toutes les régions de son royaume.

## La tombe du général

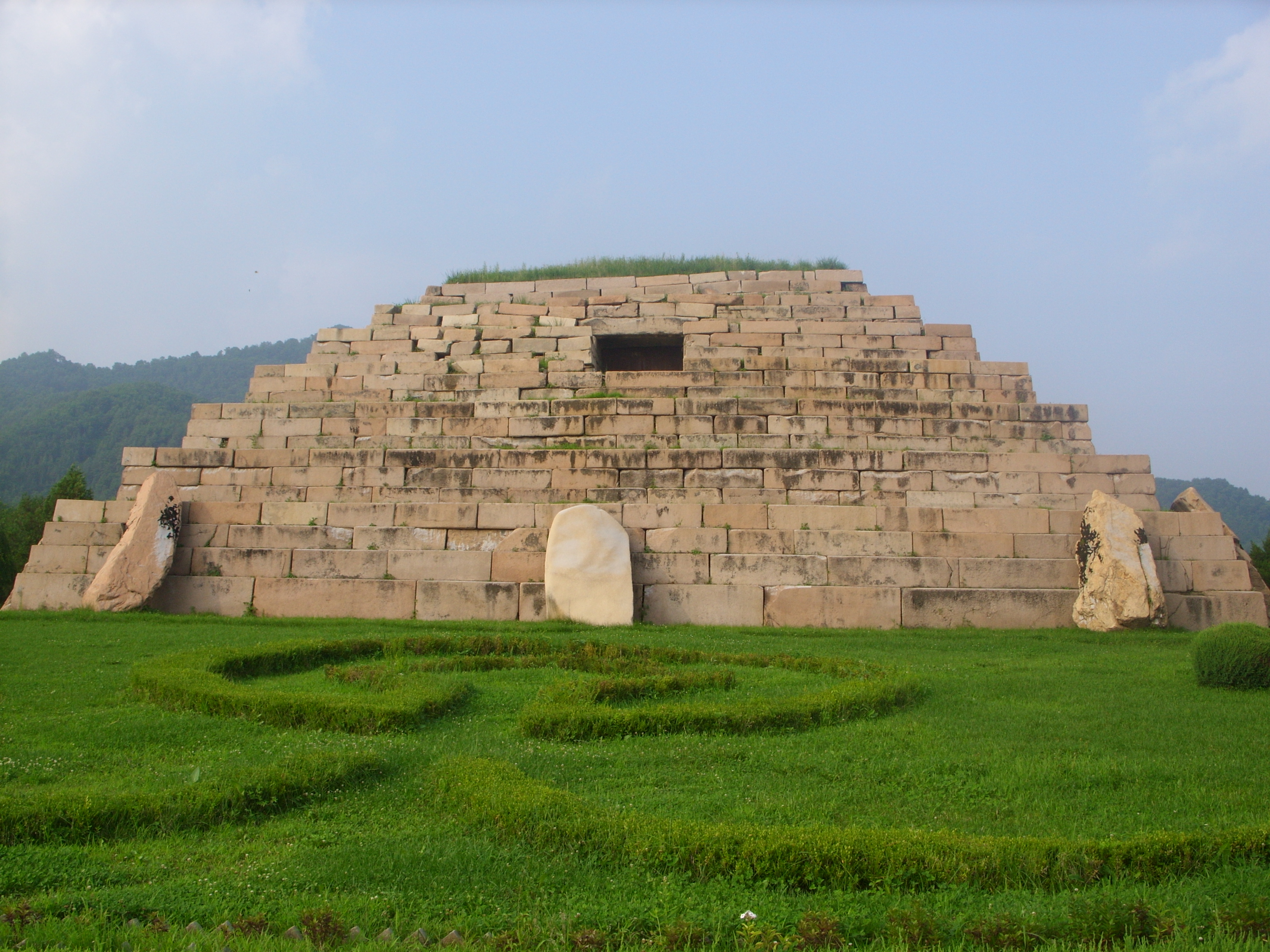
La tombe du général

(將軍塚, Jiangjunzhong ; en coréen : 장군총, Janggunchong). C'est une pyramide à sept degrés de 31,58 mètres de côté et haute de 12,4 mètres. Elle est bâtie avec de gros blocs de granit. Au milieu du cinquième niveau, un couloir mène à la chambre funéraire (5 m de côté, 5,5 m de haut), elle comporte deux groupes de cistes recouverts par une grosse pierre. À son sommet, des débris et des chaines en pierre laissent supposer qu'un bâtiment était présent au début du Ve siècle. Les spécialistes chinois pensent qu'il s'agit de la tombe de Changsu tandis que les Coréens estiment que sa tombe se trouve à Pyongyang.

## Les tombes en terre

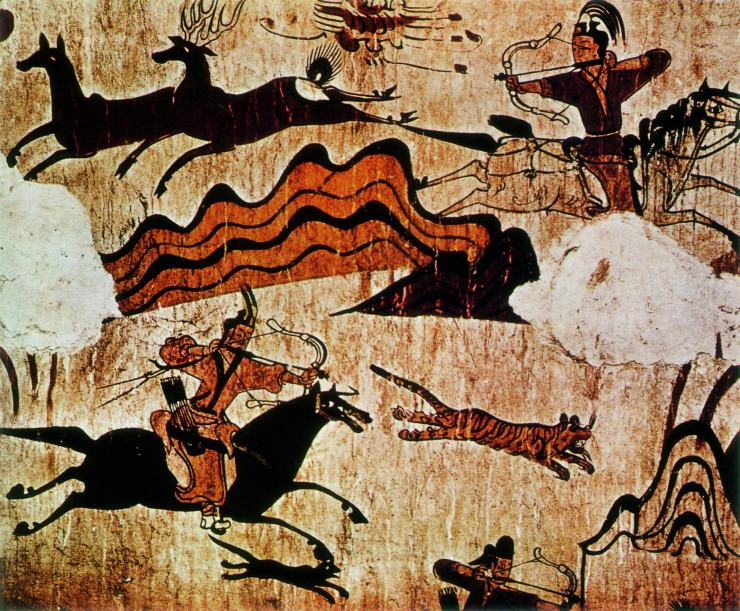
Scène de chasse sur le mur nord de Muyongchong

Dans les tombes en terre, la chambre du cercueil était en pierre et était recouverte de lœss. Ces chambres peuvent être simples, doubles ou triples. Certaines (plus de 10) portent des inscriptions à l'encre de Chine ou des fresques colorées présentant la vie des nobles.
- La tombe Wuyong (Muyongchong): 
elle porte sur son mur sud une fresque représentant un groupe de six danseurs accompagnés de sept chanteurs. Elle remonte à l'an 400 environ.

- La tombe Juedi (Gakjeochong) : 
elle date de la même époque et représente deux lutteurs avec un nez haut et des yeux profonds. Ils sont sous un arbre et un vieil homme les regarde attentivement.

- La tombe n°12 de Donggou : 
elle date du VIe siècle et possède plusieurs fresques montrant la vie familiale, la chasse, la danse, la bataille, ... D'autres panneaux portent l'image de Fuxi, un roi légendaire, de Nuwa, la déesse créatrice, d'apsaras, des nymphes célestes, du soleil, de la lune et des étoiles.

### Référence
- Ancient Tombs on the Donggou River, ChinaCulture.org.